# Zeacolpus ascensus
Zeacolpus ascensus är en snäckart som beskrevs av Marwick 1957. Zeacolpus ascensus ingår i släktet Zeacolpus och familjen tornsnäckor. Inga underarter finns listade i Catalogue of Life.